# Find a Grave
Find a Grave (транскр.  Фајнд а грејв, прев. Пронађи гроб) је комерцијална веб-страница која јавности пружа приступ, односно могућност надопуњавања онлајн базе података о записима са гробља. Страницу је 1995. године основао Џим Типтон као место за похрану и размену података повезано са његовим хобијем посећивања гробова славних личности. Касније је придодан и онлајн форум, да би од 1998. деловао као комерцијално подузеће. Касније је веб-страница почела са постављањем података и о гробовима обичних људи. 30. септембра 2013. га је откупила компанија Ancestry.com.